# ニワットタムロン・ブンソンパイサン
ニワットタムロン・ブンソンパイサン（タイ語: นิวัฒน์ธำรง บุญทรงไพศาล, ラテン文字転写: Níwáttamrong Bunsongpaisăan、1948年1月25日 - ）は、タイ王国の政治家。

## 経歴
旧名はニッワット・ブンソン。2004年に現名に改名した。シーナカリンウィロート大学卒業（教育学）。タクシン財閥系のiTVの取締役会長などを歴任した。
2014年のタイ下院選挙にタイ貢献党より比例代表として出馬し、当選。第3次インラック内閣に首相府相として入閣し、第4次インラック内閣では副首相兼商業相を務めた。同年5月7日にインラック首相が憲法裁判所より有罪判決を受けて失職すると、副首相兼商業相であったニワットタムロンが首相代行に就任したが5月22日に陸軍がクーデターを宣言。暫定内閣は15日間で崩壊した。